# Thank Goodness You're Here!
Thank Goodness You're Here! est un jeu vidéo indépendant d'aventure et d'humour développé par le studio Coal Supper et publié par l'éditeur Panic. Il sort le 1er août 2024 sur les plateformes Microsoft Windows, macOS, PlayStation 4, PlayStation 5 et Nintendo Switch.
Le jeu prend place dans une ville fictive du comté anglais du Yorkshire et invite le joueur à résoudre les problèmes excentriques de ses habitants.

## Synopsis

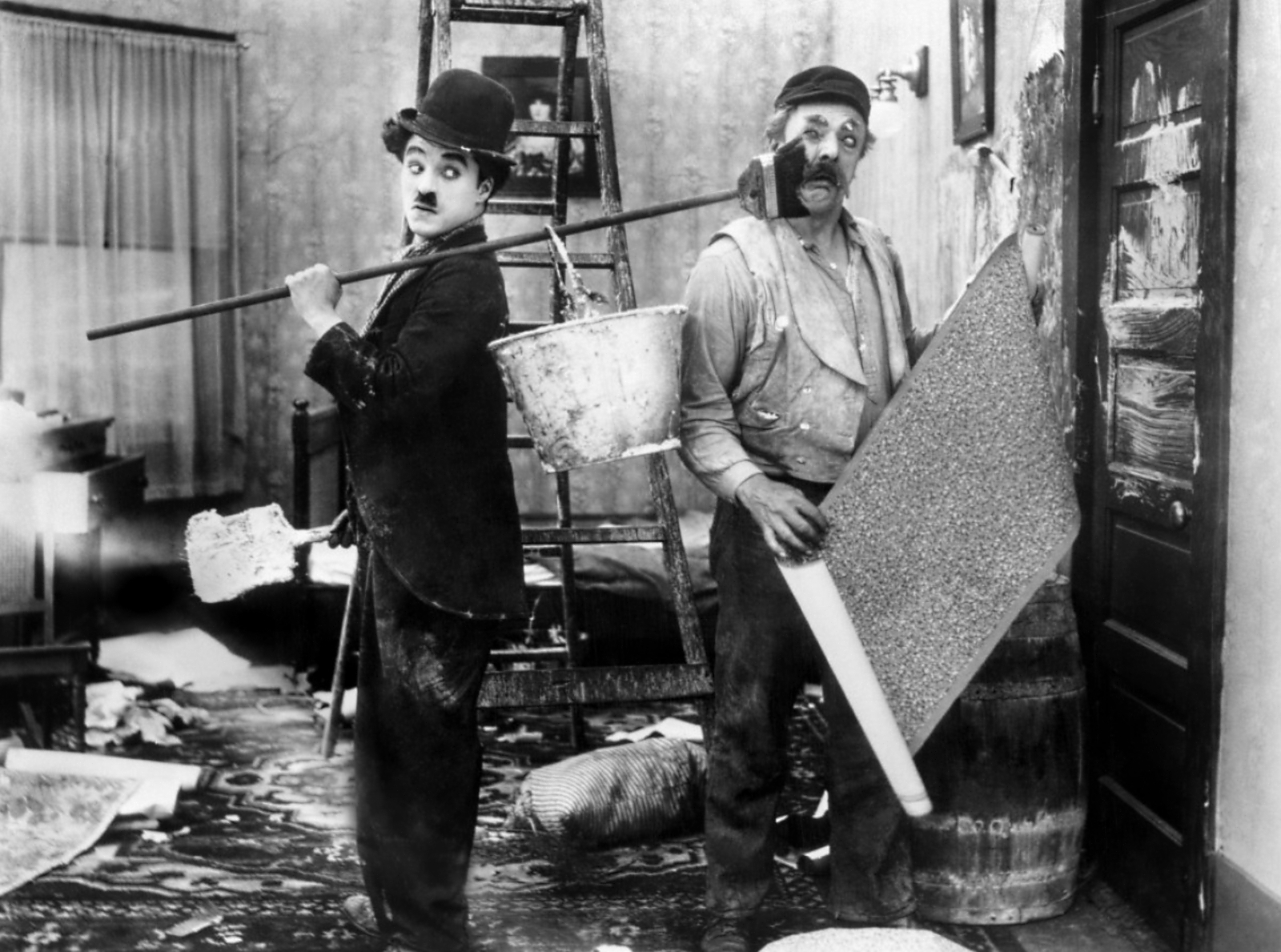
Thank Goodness You're Here! fait appel aux ressorts de l'humour slapstick, qui joue sur une violence physique volontairement exagérée.

Le joueur incarne un vendeur envoyé par son employeur dans la ville fictive de Barnsworth, dans le nord de l'Angleterre, pour une réunion avec le maire. Comme celui-ci est en réunion et que la réceptionniste indique qu'il ne sera pas disponible tout de suite, le joueur est invité à explorer  Barnsworth et résoudre les divers problèmes des résidents pour passer le temps, tels qu'aider un homme à se décoincer le bras d'une grille d'égout, ou bien livrer de la viande d'un boucher à une pâtisserie. Au fur et à mesure que l'histoire progresse, les pitreries des résidents deviennent de plus en plus excentriques. À la fin du jeu, le joueur retourne auprès du maire pour découvrir que celui-ci attend également son aide pour une course.
Une progression alternative de l'intrigue permet au joueur, dès le début de la partie, de patienter à la réception de la mairie. Après que quinze minutes en temps réel se sont écoulées, le maire annonce être disponible plus tôt que prévu pour recevoir le protagoniste, ce qui amorce la fin du jeu.
La durée de Thank Goodness You're Here!, au cas où le joueur choisirait d'aider les habitants, avoisine les trois heures.

## Direction artistique
Visuellement, Thank Goodness You're Here! use d'art naïf. Le ton du jeu caricature la culture du Yorkshire en usant de stéréotypes des années 1970 et de nos jours, avec des références au tabac, à l'alcool, à la prolifération de souris ou à la classe ouvrière.
Pour l'humour, les développeurs se réclament de Vic et Bob et de The Mighty Boosh ; The Guardian reconnaît également l'inspiration des Monty Python, de Yellow Submarine ou encore de bandes dessinées subversives des années 1980, telles que Whoopee! ou Whizzer and Chips. L'ensemble est un mélange d'humour slapstick, de surréalisme et de pop art.

## Développement
D'après le studio Coal Supper, le développement de Thank Goodness You're Here! aurait commencé en 2019, dès la sortie de leur jeu précédent, The Good Time Garden. Ils s'inspirent de leur ville natale de Barnsley pour créer la ville fictive de Barnsworth.
La distribution des voix de doublage inclut le comédien Matt Berry.
Le jeu est dévoilé en août 2023, lors de la soirée de lancement de la Gamescom, et les journalistes assistant à la convention peuvent y tester une démo d'une quinzaine de minutes.

## Analyse
Thank Goodness You're Here! peut notamment être interprété comme un pastiche des conventions adoptées par les jeux en monde ouvert, analyse le critique Keith Stuart de The Guardian : la succession de tâches ne consistant qu'en aller chercher puis livrer des objets d'un personnage à un autre lui évoque en effet la lassitude induite par certains jeux dans la conception de leurs missions secondaires. Thank Goodness You're Here! propose d'autres allusions à l'industrie du jeu vidéo : un graffiti représente un homme en train d'uriner sur le mot « ludonarratif », et un panneau situé dans les égoûts indique que « les espaces liminaires peuvent être moins intéressants qu'il n'y paraît ».

## Accueil

### Critiques
Dans l'ensemble, les critiques du jeu sont excellentes. Le journal britannique The Guardian attribue à ainsi Thank Goodness You're Here! sa note maximale, tout comme Eurogamer, et loue notamment les qualités de la distribution vocale, et la variété des idées et des gags. Pour Forbes, Matt Gardner relève que l'humour est très efficace et fait de Thank Goodness You're Here! le jeu le plus drôle de l'année, tout en notant que l'expérience de chaque joueur peut énormément varier selon sa culture. Il le compare à Untitled Goose Game et remarque que Thank Goodness You're Here! est plus linéaire et dirigiste, et consiste essentiellement à aller chercher et livrer des objets. Kotaku y voit également le jeu le plus drôle de l'année.

### Distinctions
En octobre 2024, le jeu reçoit des nominations aux Golden Joystick Awards dans les catégories du meilleur jeu indépendant et du meilleur acteur de second rôle. Un journaliste de Forbes relève que la nomination de Matt Berry et non du reste de la distribution n'est pas une surprise, étant donné qu'il a plus de notoriété que les autres acteurs du jeu, mais que cette distinction les pénalise paradoxalement.
| Liste des prix et nominations de Thank Goodness You're Here! | Liste des prix et nominations de Thank Goodness You're Here! | Liste des prix et nominations de Thank Goodness You're Here! | Liste des prix et nominations de Thank Goodness You're Here! | Liste des prix et nominations de Thank Goodness You're Here! |
| Prix                                                         | Date                                                         | Catégorie                                                    | Résultat                                                     | Réf.                                                         |
| ------------------------------------------------------------ | ------------------------------------------------------------ | ------------------------------------------------------------ | ------------------------------------------------------------ | ------------------------------------------------------------ |
| Indie Game Awards                                            | 19 décembre 2024                                             | Meilleur jeu court                                           | Lauréat                                                      | [ 8 ]                                                        |